# Штайнер, Карл Фридрихович
Карл Фридрихович Штайнер (15 января 1902 г. – 1 марта 1992 г.) — югославский коммунист, впоследствии узник ГУЛАГа, мемуарист. 

## Биография
Штайнер родился в Вене, где он присоединился к Коммунистической молодежи Австрии, но эмигрировал в Королевство сербов, хорватов и словенцев в 1922 году по приказу Коммунистического Интернационала молодежи, чтобы помочь недавно созданной Коммунистической партии Югославии. После того, как в 1931 году полиция обыскала нелегальную коммунистическую типографию в Загребе, где работал Штайнер, он бежал из Югославии, посетив Париж, Вену и Берлин, прежде чем окончательно обосноваться в Советском Союзе в 1932 году, где он работал в издательстве Коминтерна в Москве. Во время Великой чистки 1936 года Штайнер был арестован и провел следующие 17 лет в тюрьмах и ГУЛАГе и еще три года в ссылке в Сибири . Освобожден в 1956 г. после реабилитации и вернулся в Югославию. Остаток жизни он провел в Загребе со своей женой Соней, на которой женился в Москве в 1930-х годах.
В 1971 году Штайнер опубликовал книгу под названием «Семь тысяч дней в Сибири» о своем опыте. Книга стала бестселлером в Югославии и была названа газетой «Весник» «книгой 1972 года».